# Чемпионат Европы по борьбе 1911
Чемпионат Европы по борьбе 1911 года прошёл в городе Будапешт (Австро-Венгрия). Это был первый в истории официальный чемпионат Европы. Участники соревновались только в греко-римской борьбе.

## Греко-римская борьба

### Медали
| Место | Страна             | Золото | Серебро | Бронза | Всего |
| ----- | ------------------ | ------ | ------- | ------ | ----- |
| 1     | Венгрия            | 2      | 2       | 4      | 8     |
| 2     | Германская империя | 1      | 1       | 0      | 2     |
| 2     | Дания              | 1      | 1       | 0      | 2     |

### Медалисты
| Вес         | Золото             | Серебро              | Бронза        |
| до 66,6 кг  | Карой Мартон       | Вальтер Зон          | Йенё Дулин    |
| до 73 кг    | Михай Грозеску     | Йожеф Шугар          | Михай Чапицки |
| до 93 кг    | Харальд Кристенсен | Йожеф Мароти         | Янош Худак    |
| свыше 93 кг | Рудольф Грюнайзен  | Сёрен Маринус Йенсен | Йожеф Элёд    |